# Lesbianas en la Alemania nazi

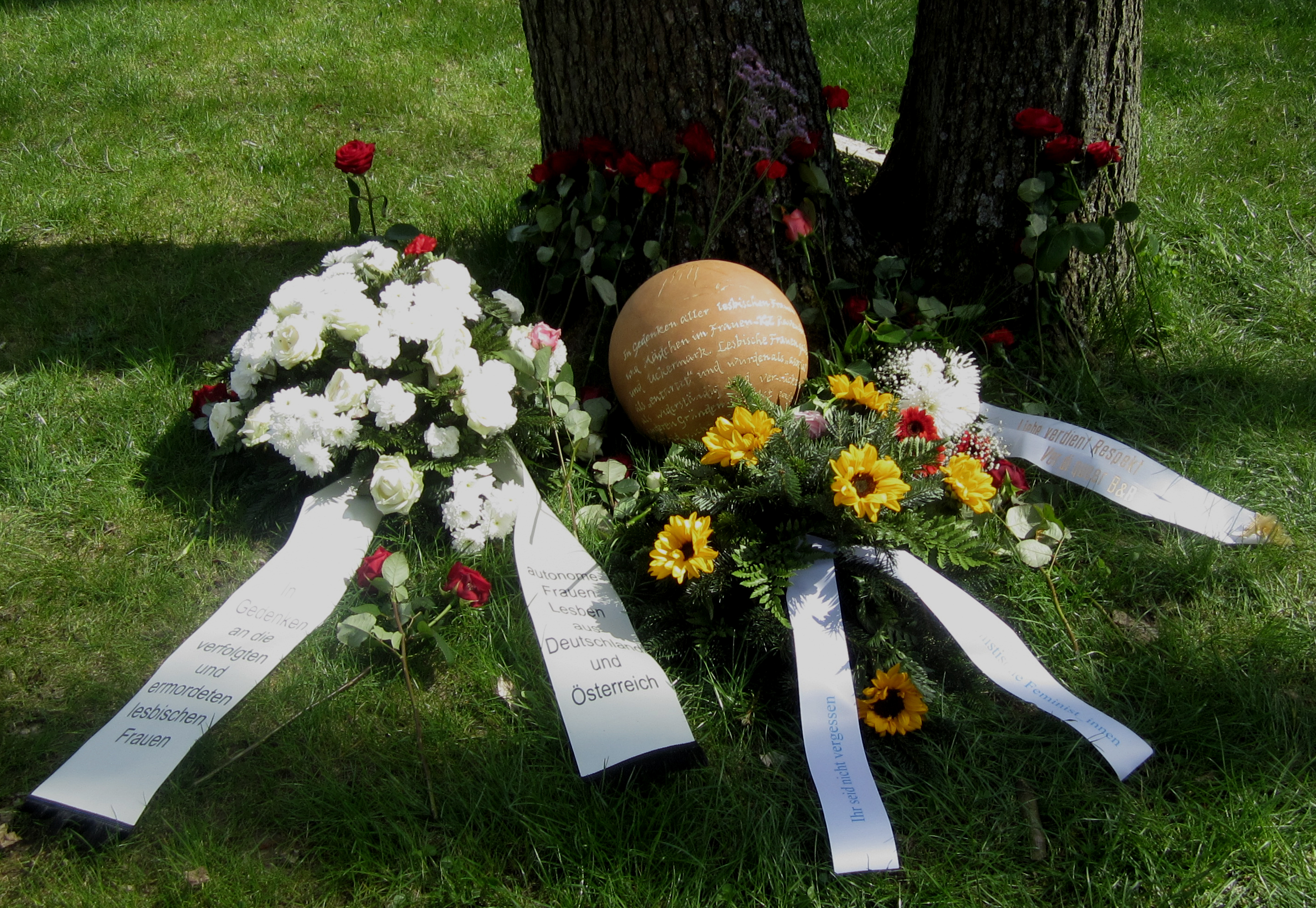
Conmemoración de las prisioneras lesbianas en el campo de concentración de Ravensbrück por la Iniciativa para Mujeres Lesbianas Feministas Autónomas de Alemania y Austria, 22 de abril de 2018.

Las lesbianas en la Alemania nazi, a diferencia de los hombres homosexuales, no fueron perseguidas sistemáticamente. La homosexualidad femenina fue criminalizada en Austria, pero no en otras partes de la Alemania nazi. Debido al relativo desinterés del estado nazi en la homosexualidad femenina en comparación con la homosexualidad masculina, hay menos fuentes para documentar la situación de las lesbianas en la Alemania nazi. Los historiadores que investigan casos individuales han llegado a diversas conclusiones. Las mujeres en la Alemania nazi acusadas de una relación lésbica se enfrentaron a un destino diferente según sus características. Aquellas que eran judías, negras o que se oponían políticamente al régimen se enfrentaban al encarcelamiento en un campo de concentración o la muerte, sentencias que en algunos casos probablemente se hicieron más duras por la identidad lesbiana de las víctimas. En contraste, el historiador Samuel Clowes Huneke concluye que las lesbianas acusadas de delitos comunes no fueron tratadas de manera diferente por ser lesbianas, y el simple hecho de ser denunciadas como lesbianas generalmente condujo a una investigación policial pero sin castigo. Por lo tanto, sugiere la «persecución heterogénea» como una forma de describir las experiencias lésbicas en la Alemania nazi.
La historiadora Laurie Marhoefer sostiene que «aunque no fueron objeto de una persecución oficial del estado, las mujeres que no se ajustaban al género, las travestis y las mujeres que atraían la atención negativa debido a su lesbianismo corrían un riesgo claro y pronunciado de provocar ansiedad en vecinos, conocidos y funcionarios del estado, y esa ansiedad podría, en última instancia, inspirar el tipo de violencia estatal que [Ilse] Totzke sufrió»: encarcelamiento en el campo de concentración de Ravensbrück.

## Memoriales
En 2008, hubo una controversia sobre el Monumento a los homosexuales perseguidos por el nazismo en Tiergarten, Berlín, sobre la no inclusión inicial de lesbianas en el monumento. Los críticos argumentaron que, si bien las lesbianas no enfrentaban una persecución sistemática en la misma medida que los hombres homosexuales, era apropiado recordar a las mujeres que habían sido enviadas a campos de concentración. Un plan para reemplazar el video inicial con uno que incluía mujeres enfrentó una reacción violenta de historiadores, activistas y directores de memoria opuestos que argumentaron que sería una «falsificación» incluir a lesbianas. A pesar de los esfuerzos de algunas activistas lesbianas para conmemorar a las lesbianas encarceladas y asesinadas en Ravensbrück, hasta 2021 no ha habido acuerdo sobre el establecimiento de un monumento a las lesbianas en el campo. Huneke sostiene que, aunque las lesbianas no fueron perseguidas sistemáticamente, puede ser apropiado erigir memoriales porque algunas lesbianas en la Alemania nazi enfrentaron violencia y discriminación.

## Lectura adicional
- Huneke, Samuel Clowes (2019). «The Duplicity of Tolerance: Lesbian Experiences in Nazi Berlin». Journal of Contemporary History 54 (1): 30-59. doi:10.1177/0022009417690596.
- Janz, Ulrike (2014). «Das Zeichen lesbisch in den nationalsozialistischen Konzentrationslagern [El signo de ser lesbiana en los campos de concentración nacionalsocialistas]». Homosexuelle im Nationalsozialismus: Neue Forschungsperspektiven zu Lebenssituationen von lesbischen, schwulen, bi-, trans- und intersexuellen Menschen 1933 bis 1945 [Los homosexuales bajo el nacionalsocialismo: nuevas perspectivas de investigación sobre las situaciones de la vida de las personas lesbianas, gays, bisexuales, trans e intersexuales de 1933 a 1945] (en alemán). De Gruyter. ISBN 978-3-486-85750-4.
- Schoppmann, Claudia (2014). «Lesbische Frauen und weibliche Homosexualität im Dritten Reich [Mujeres lesbianas y homosexualidad femenina en el Tercer Reich]». Homosexuelle im Nationalsozialismus: Neue Forschungsperspektiven zu Lebenssituationen von lesbischen, schwulen, bi-, trans- und intersexuellen Menschen 1933 bis 1945 [Los homosexuales bajo el nacionalsocialismo: nuevas perspectivas de investigación sobre las situaciones de la vida de las personas lesbianas, gays, bisexuales, trans e intersexuales de 1933 a 1945] (en alemán). De Gruyter. ISBN 978-3-486-85750-4.
- Schoppmann, Claudia (2014). «Zum Doppelleben gezwungen: Vermeidungsund Überlebensstrategien lesbischer Frauen im Dritten Reich [Forzadas a vivir una doble vida: estrategias de evitación y supervivencia de las mujeres lesbianas en el Tercer Reich]». Forschung im Queerformat: Aktuelle Beiträge der LSBTI*-, Queer- und Geschlechterforschung [Investigación en formato queer: contribuciones actuales de investigación LGBTI*, queer y género] (en alemán). ISBN 978-3-8394-2702-6.
- Schoppmann, Claudia (2016). Nationalsozialistische Sexualpolitik und weibliche Homosexualität [Política sexual nacionalsocialista y homosexualidad femenina] (en alemán). Springer-Verlag. ISBN 978-3-86226-853-5.
- Vendrell, Javier Samper (2018). «The Case of a German-Jewish Lesbian Woman: Martha Mosse and the Danger of Standing Out». German Studies Review 41 (2): 335-353. ISSN 2164-8646. doi:10.1353/gsr.2018.0058.